# Apoxyria hirtuosa
Apoxyria hirtuosa is een vliegensoort uit de familie van de roofvliegen (Asilidae). De wetenschappelijke naam van de soort is voor het eerst geldig gepubliceerd in 1821 door Wiedemann.

## Synoniemen
- Dasypogon hirtuosus Wiedemann, 1821
- Lastauroides hirtuosus Carrera, 1949
- Neodiogmites hirtuosus Artigas & Papavero, 1988